# Katastrofa lotu BOAC 911
Katastrofa lotu BOAC 911 – katastrofa lotnicza Boeing 707-436, należący do linii British Overseas Airways Corporation, do której doszło 5 marca 1966 na górze Fudżi w Japonii. W jej wyniku zginęły 124 osoby (113 pasażerów i 11 członków załogi), wszystkie osoby, które znajdowały się na pokładzie.

## Wypadek
Lot 911 wykonywał rejs z Londynu do Hongkongu, a jedno z międzylądowań zaplanowano w Tokio. Katastrofa wydarzyła się podczas ostatniego etapu podróży - z Tokio do Hongkongu. Kilka minut po starcie samolot napotkał silne turbulencje i nagle zaczął tracić wysokość, a części maszyny zaczęły się odrywać. O 14:15 odrzutowiec runął w okolice szczytu góry Fudżi, nikt nie ocalał.

## Dochodzenie
Raport z dochodzenia wykazał, że samolot rozbił się w wyniku napotkania nienormalnie silnych turbulencji nad miastem Gotenba, które spowodowały obciążenie podmuchem znacznie przekraczające limit projektowy.

## Ofiary
Wśród ofiar znalazło się kilka osób, które przeżyły katastrofę lotu Canadian Pacific Air Lines 402 dzień wcześniej, w której zginęły 64 osoby.
| Obywatelstwo      | Pasażerowie | Załoga | Razem |
| ----------------- | ----------- | ------ | ----- |
| Stany Zjednoczone | 89          | –      | –     |
| Japonia           | 12          | 1      | –     |
| Wielka Brytania   | –           | 9      | –     |
| Chiny             | 1           | 1      | –     |
| Kanada            | 1           | –      | –     |
| Nowa Zelandia     | 1           | –      | –     |
| Nieznane          | 9           | –      | –     |
| Razem             | 113         | 11     | 124   |

## Seria katastrof
Ten wypadek był jedną z pięciu śmiertelnych katastrof lotniczych w Japonii w 1966 roku, w których łącznie zginęło 376 osób, a 7 zostało rannych.
- 4 lutego 1966 - katastrofa lotu All Nippon Airways 60, zginęły 133 osoby[4];
- 4 marca 1966 - katastrofa lotu Canadian Pacific Air Lines 402, zginęły 64 osoby, 7 zostało rannych[5];
- 5 marca 1966 - katastrofa lotu BOAC 911, zginęły 124 osoby[1];
- 26 sierpnia 1966 - katastrofa samolotu Convair 880, zginęło 5 osób[6].
- 13 listopada 1966 - katastrofa lotu All Nippon Airways 553, zginęło 50 osób[7].

Łączny wpływ pięciu wypadków zachwiał zaufaniem społeczeństwa do lotnictwa komercyjnego w Japonii, co spowodowało ograniczenie lotów krajowych, ze względu na zmniejszony popyt.